# Hahntennjoch
De Hahntennjoch is een 1894 meter hoge bergpas in de Lechtaler Alpen in de Oostenrijkse deelstaat Tirol en vormt een verbinding tussen Elmen in het Lechtal en Imst op de kruising van het Gurgltal en het Oberinntal.
De pashoogte ligt op de grens tussen de gemeenten Pfafflar en Imst. Omdat in 1938 Pfafflar van het district Imst bij het district Reutte werd gevoegd, vormt het tevens de grens tussen deze beide districten.
De eerste bewoners van Pfafflar en het Bschlaber Tal zijn vanuit Imst over Hahntennjoch getrokken. Tot halverwege de 17e eeuw moesten overledenen over de Hahntennjoch naar Imst worden gebracht, waar de begrafenis plaatsvond.
De hoogalpiene bergweg over Hahntennjoch, die in 1969 gereedkwam, is 29 kilometer lang en is erg geliefd bij motorrijders en wielrenners. De bochtenrijke, smalle straat kent stijgingen tot 15% en is niet toegankelijk voor voertuigen met een gewicht boven 14 ton of voor caravans. Met name voor de bewoners van het hoger gelegen deel van het Lechtal vormt het in vergelijking met de Fernpas en de Flexenpas (via de Arlbergpas) een snelle verbinding naar het Inndal. De pas kent een winterafsluiting van november tot april.
De bergweg moet veelvuldig worden afgesloten vanwege het gevaar voor lawines, steenslag en modderstromen. Met name bij onweer bestaat een groot gevaar op grondverschuivingen en steenslag. Sinds 2004 zijn op de Hahntennjoch en bij de nabijgelegen Muttekopfhütte twee meteorologische meetapparaten geïnstalleerd, die indien nodig het verkeer de toegang tot de pas met behulp van verkeerslichten regelen.

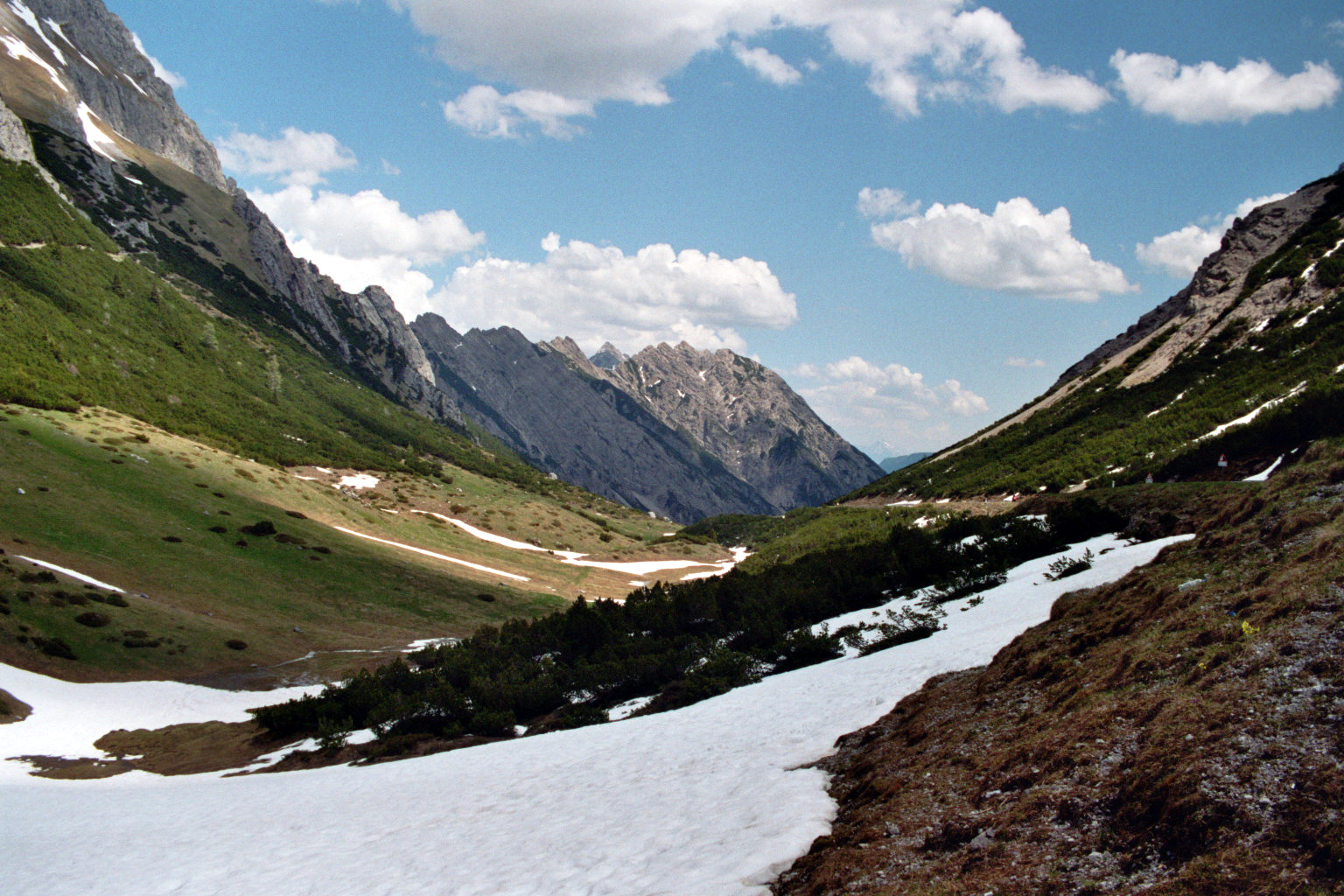
Blik vanaf de pashoogte naar het oosten
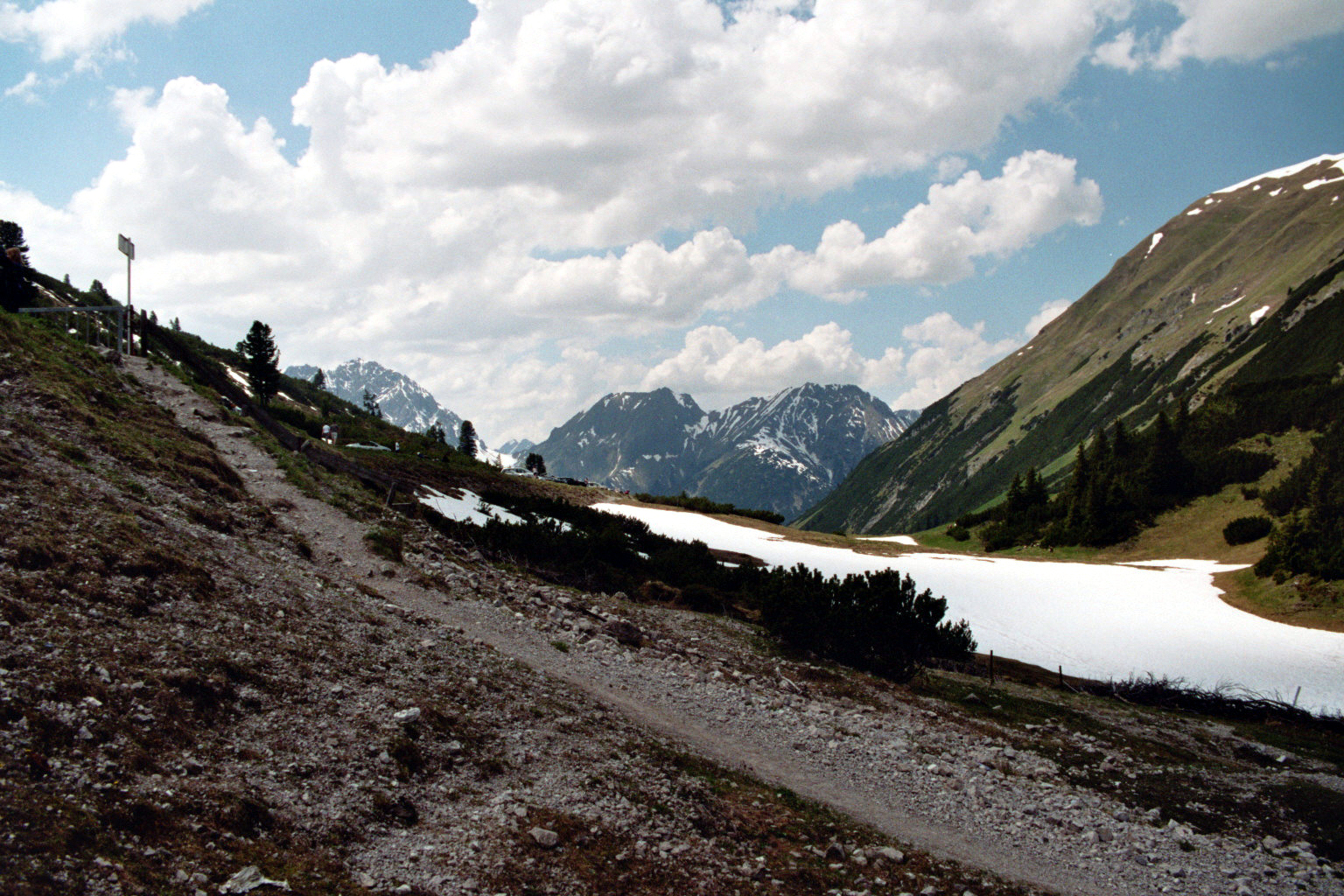
Blik vanaf de pashoogte naar het westen

Arlberg · Bielerhöhe · Brenner · Fern · Flexen · Gerlos · Großglockner · Hahntennjoch · Katschberg · Kühtai · Pfitscherjoch · Plöcken · Radstädter Tauern · Reschen · Seefeld · Sölk · Staller Sattel · Timmelsjoch · Triebener Tauern · Turracherhöhe · Zeinis